# Église Saint-Pierre-aux-Liens de Chaméane
Pour les articles homonymes, voir église Saint-Pierre-aux-Liens.
L'église Saint-Pierre-aux-Liens est une église située à Chaméane dans le département français du Puy-de-Dôme, en région Auvergne-Rhône-Alpes.

## Historique
L’église de Chaméane est donnée à l’abbaye de Cluny entre 994 et 1049, puis rattachée à La Chaise-Dieu en 1095. Elle devient le centre d’un prieuré simple. La nef romane pourrait dater de cette époque. Le prieuré est supprimé en 1366. L’agrandissement gothique a lieu au XVe siècle. Le clocher actuel date du XIXe siècle. En 2017, des travaux de restauration ont été réalisés.

### Protection
L'église est inscrite au titre des monuments historiques par arrêté du 30 octobre 1987.

## Description
L’église présente un plan allongé, avec une nef romane prolongée par un vaisseau gothique et un chœur à abside à trois pans. Des chapelles gothiques sont greffées de part et d’autre de la nef romane. La façade ouest est marquée par un portail en anse de panier et une baie polylobée. Le clocher rectangulaire, datant du XIXe siècle, est percé de baies jumelées à arc brisé. L’intérieur conserve un escalier en vis et un tableau de 1812 représentant saint Amable.